# Силвер Самит (Јута)
Силвер Самит (енгл. Silver Summit) насељено је место без административног статуса у америчкој савезној држави Јута.

## Демографија
По попису из 2010. године број становника је 3.632.
| Група             | 2000.    | 2010.         |
| Белци             | 0 (0,0%) | 3.283 (90,4%) |
| Афроамериканци    | 0 (0,0%) | 7 (0,2%)      |
| Азијати           | 0 (0,0%) | 22 (0,6%)     |
| Хиспаноамериканци | 0 (0,0%) | 243 (6,7%)    |
| Укупно            | 0        | 3.632         |